# Франко Атшу
Коффі Франко Атшу (фр. Koffi Franco Atchou, нар. 3 грудня 1995) — тоголезький футболіст, який грає на позиції півзахисника в іракському клубі «Аль-Кува» та національній збірній Того.

## Клубна кар'єра
Франко Атшу розпочав виступи на футбольних полях у 2011 році в клубі «ФОСА» зі столиці країни Ломе. У 2014 році футболіст грав у складі клубу «Асосіасьйон Аблогаме», а з 2015 року грав у складі іншого столичного клубу «Динамік Тоголез». У середині 2017 року Франко Атшу став гравцем малійського клубу «Стад Мальєн». На початку 2018 року Атшу перейшов до складу нігерійського клубу «Еньїмба». З середини 2018 року Франко Атшу грав у данському клубі «Фремад Амагер», за який провів 71 матч, та відзначився 1 забитим м'ячем. З 2021 року тоголезький футболіст грає в Іраку — спочатку протягом 2021—2022 років у клубі «Ербіль», а з 2022 року в клубі «Аль-Кува».

## Виступи за збірну
У 2004 році Франко Атшу грав у складі збірної Того віком до 20 років на відбірковому турнірі до молодіжної першості Африки.
17 жовтня 2015 року Франко Атшу дебютував у складі національної збірної Того в матчі зі збірної Нігеру. У складі збірної був учасником Кубка африканських націй 2017 року у Габоні. На кінець 2022 року зіграв у складі збірної 29 матчів, у яких відзначився 1 забитим м'ячем.

## Титули і досягнення
- Володар Кубка Іраку (1):

«Аль-Кува Аль-Джавія»: 2022-23